# Yohana Gómez
Yohana Gómez Camino (* 20. Januar 1994 in San Pablo de los Montes, Provinz Toledo) ist eine spanische Fußballtorhüterin.

## Karriere
Yohana Gómez begann ihre Laufbahn bei Club Deportivo Elemental Gálvez, in der Regionalliga von Kastilien-La Mancha. Im Jahr 2012 wechselte sie zu Club Deportivo Elemental Guadamur, wo sie, mit Ausnahme der Saison 2013/14, in der Yohana Gómez für Almagro Fútbol Sala Femenino Futsal spielte, bis 2017 verbleiben sollte. Erfolgreich verlief die Saison 2015/16, als CDE Guadamur der Aufstieg in die Segunda División, der zweiten Spielklasse in Spanien, gelang. 2016/17 glückten der Mannschaft nur drei Siege und fünf Unentschieden in 26 Spieltagen in der Regionalgruppe V der Segunda División, weshalb das Team wieder absteigen musste. Yohana Gómez wechselte im Anschluss innerhalb der zweiten Liga zu CD Tacón. Mit dem Klub aus Madrid erreichte sie 2017/18 das Aufstiegsplayoff in die Primera División, scheiterte im Finale jedoch an EDF Logroño. Ein Jahr später hingegen setzte sie sich mit ihrer Mannschaft, nach Platz eins im Grunddurchgang, gegen Saragossa CFF und Santa Teresa CD durch und gelangte in die höchste Spielklasse. Am 7. September 2019 debütierte Yohana als Torfrau von CD Tacón in einem Meisterschaftsspiel gegen den FC Barcelona in der Primera División. Die Liga musste in jenem Jahr aufgrund der COVID-19-Pandemie nach 21 von 30 Spieltagen abgesagt werden, Yohana Gómez brachte es auf 13 Einsätze und ihre Mannschaft landete auf dem zehnten Tabellenplatz. Im Juli 2020 wurde CD Tacón zur Frauenfußballsektion von Real Madrid, die neuverpflichtete Misa Rodríguez wurde zur Stammtorhüterin und Yohana Gómez kam nur auf vier Spiele in der Liga und einem im Pokal, ihre Mannschaft beendete die Meisterschaft auf dem zweiten Platz. Zu Saisonende wurde ihr Vertrag nicht verlängert und so wechselte sie innerhalb der Primera División zum Stadtrivalen Rayo Vallecano.  Auch hier konnte sich Yohana Gómez nicht durchsetzen und kam abermals nur auf vier Einsätze in der Meisterschaft und einem im Pokal, Rayo spielte eine enttäuschende Saison und stieg als Tabellenletzter in die zweite Liga ab. Im Sommer 2022 unterschrieb sie für Deportivo La Coruña.